# خانه افضلی
خانه افضلی مربوط به اواخر دوره قاجار - دوره پهلوی اول است و در اردکان، بلوار آیت‌الله خامنه‌ای، کوچه امجد، پ۷۷ واقع شده و این اثر در تاریخ ۲۴ اسفند ۱۳۸۳ با شمارهٔ ثبت ۱۱۶۱۹ به‌عنوان یکی از آثار ملی ایران به ثبت رسیده‌است.